# 코로나19로 죽은 사람 목록
다음은 투병 중에 코로나19로 사망한 사람들의 목록이다.

## 2020년

### 1월
1월 25일
- 량우둥(영어판) - 중화인민공화국의 이비인후과 의사. 중화인민공화국 우한시.

1월 26일
- 왕셴량(영어판) - 중화인민공화국의 정치인. 중화인민공화국 우한시.

1월 27일
- 양샤오보(영어판) - 중화인민공화국의 정치인. 중화인민공화국 우한시.

1월 31일
- 원정셴(영어판) - 중화인민공화국의 정치인. 중화인민공화국 우한시.

### 2월
2월 4일
- 랴오젠쥔(중국어판) - 중화인민공화국의 사회복지사. 중화인민공화국 우한시.

2월 6일
- 추쥔(영어판) - 중화인민공화국의 보디빌더. 중화인민공화국 우한시.

2월 7일
- 리원량 - 중화인민공화국의 의사. 중화인민공화국 우한시.
- 훙링(영어판) - 중화인민공화국의 유전학자. 중화인민공화국 우한시.

2월 8일
- 샤오쥔(중국어판) - 중화인민공화국의 의사. 중화인민공화국 우한시.

2월 10일
- 린정빈(영어판) - 중화인민공화국의 외과의사. 중화인민공화국 우한시.

2월 13일
- 류서우샹(영어판) - 중화인민공화국의 화가. 중화인민공화국 우한시.
- 수더푸(중국어판) - 중화인민공화국의 의사. 중화인민공화국 우한시.

2월 14일
- 류판(영어판) - 중화인민공화국의 간호사. 중화인민공화국 우한시.
- 장캉메이(중국어판) - 중화인민공화국의 의사. 중화인민공화국 우한시.

2월 15일
- 돤정청(영어판) - 중화인민공화국의 공학자. 중화인민공화국 우한시.
- 류즈밍(중국어판) - 중화인민공화국의 의사. 중화인민공화국 우한시.

2월 18일
- 왕빙(중국어판) - 중화인민공화국의 의사. 중화인민공화국 우한시.

2월 19일
- 커후이빙(영어판) - 중화인민공화국의 경영과학자. 중화인민공화국 우한시.

2월 20일
- 황원쥔(중국어판) - 중화인민공화국의 의사. 중화인민공화국 우한시.

2월 23일
- 샤쓰쓰(중국어판) - 중화인민공화국의 의사. 중화인민공화국 우한시.
- 펑인화(중국어판) - 중화인민공화국의 의사. 중화인민공화국 우한시.

2월 27일
- 펑샤오린(중국어판) - 중화인민공화국의 중의사. 중화인민공화국 우한시.
- 하디 호스로샤히 - 이란의 성직자, 외교관, 주 바티칸 대사(1981-1986), 이란 테헤란.

2월 29일
- 무함마드 알리 라마자니 다스탁(영어판) - 이란의 정치인. 2020년 국회의원 선거 당선인. 이란 라슈트.

### 3월
3월 1일
- 장쉐칭(중국어판) - 중화인민공화국의 의사. 중화인민공화국 우한시.

3월 2일
- en:Ahmad Toyserkani Ravari - 이란의 법조인, 정치인. 이란 테헤란.
- 모함마드 미르모함마디 - 이란의 정치인. 이란 테헤란.

3월 3일
- 메이종밍(중국어판) - 중화인민공화국의 의사. 중화인민공화국 우한시.

3월 5일
- en:Hossein Sheikholeslam - 이란의 정치인. 이란 테헤란.

3월 7일
- 파테메 라흐바르 - 이란의 정치인, 국회의원(3선, 2004-2016). 이란 테헤란.
- en:Reza Mohammadi Langroudi - 이란의 아야톨라. 이란 란가루드(영어판).

3월 9일
- en:Mohammad-Reza Rahchamani - 이란의 정치인. 이란 테헤란.
- 이차수 - 대한민국의 정치인. 대한민국 대구광역시.
- 이탈로 데 잔 - 이탈리아의 자전거 선수. 이탈리아 트레비소.
- 주허핑(중국어판) - 중화인민공화국의 의사. 중화인민공화국 우한시.

3월 10일
- en:Mohammad Kiavash - 이란의 정치인. 이란 테헤란.
- 마르셀로 페랄타(영어판) - 아르헨티나의 색소폰 연주자. 스페인 마드리드.

3월 11일
- 로베르토 스텔라(영어판) - 이탈리아의 외과의사. 이탈리아 코모.

3월 12일
- 조반니 바티스타 라비노(영어판) - 이탈리아의 정치인. 이탈리아 아스티.

3월 13일
- en:Nasser Shabani - 이란의 군인. 이란.

3월 14일
- 피에로 슐레징거(영어판) - 이탈리아의 법학자, 은행가. 이탈리아 밀라노.

3월 15일
- 비토리오 그레고티 - 이탈리아의 건축가. 이탈리아 밀라노.
- 세르지오 바시(영어판) - 이탈리아의 싱어송라이터. 이탈리아 크레마.
- 아이타츠 얄만 - 터키의 군인. 육군 사령관(2002-2004). 터키 위스퀴다르.

3월 16일
- en:Hashem Bathaie Golpayegani - 이란의 정치인. 이란 곰.
- en:Fariborz Raisdana - 이란의 경제학자. 이란 테헤란.
- 니콜라 알퐁시(영어판) - 프랑스의 정치인. 프랑스 아작시오.
- 프란체스코 사베리오 파보네(영어판) - 이탈리아의 법조인. 이탈리아 메스트레.

3월 17일
- 스티븐 슈워츠(영어판) - 미국의 병리학자. 미국 시애틀.

3월 18일
- 앙리 리셸레(영어판) - 프랑스의 화가. 프랑스 파리.
- 로즈 마리 콩파오레(영어판) - 부르키나파소의 정치인. 부르키나파소 와가두구.
- 세르지우 트린다지(영어판) - 브라질의 화학공학자. 미국 뉴욕.
- 루치아노 페데리치(영어판) - 이탈리아의 축구 선수. 이탈리아 카라라.

3월 19일
- 이노센초 도니나(영어판) - 이탈리아의 축구 선수. 이탈리아 베르가모.
- en:Aurlus Mabélé - 콩고의 가수. 프랑스 오본.
- 안토니오 미켈레 스탄카(영어판) - 이탈리아의 유전학자. 이탈리아 피덴차.
- en:Hamid Kahram - 이란의 정치인. 이란 테헤란.
- 한스 크누센(영어판) - 덴마크의 카누 선수. 덴마크 로스킬레.

3월 20일
- 류리(중국어판) - 중화인민공화국의 의료인. 중화인민공화국 우한시.
- 타르치시오 스트라마레(영어판) - 이탈리아의 성직자. 이탈리아 임페리아.
- 자크 우댕(영어판) - 프랑스의 정치인. 프랑스 쉬렌.
- 마리노 콰레시민(영어판) - 이탈리아의 정치인. 이탈리아 비첸차.
- en:Carlos Falcó, 5th Marquess of Griñón - 스페인의 귀족, 기업인. 스페인 마드리드.
- 캐롤 파이너(영어판) - 영국의 라디오 진행자. 영국.

3월 21일
- en:Jean-Jacques Razafindranazy - 마다가스카르에서 태어난 프랑스의 의사. 프랑스 릴.
- 에일린 바비에라 - 필리핀의 중국학자. 필리핀 마닐라.
- 로렌소 산스 - 스페인의 기업인, 레알 마드리드 회장(1995-2000). 스페인 마드리드.
- 윌리엄 스턴(영어판) - 영국의 기업인. 홀로코스트 생존자. 영국.
- 마르그리트 오쿠튀리에(영어판) - 프랑스의 정신분석학자. 프랑스 파리.
- 비센스 캅데빌라(영어판) - 스페인의 정치인. 스페인 루스피탈레트데류브레가트.

3월 22일
- 피노 그리말디(영어판) - 이탈리아의 디자이너. 이탈리아 마달로니.
- 마이크 롱고(영어판) - 미국의 재즈 피아노 연주자. 미국 뉴욕.
- 헤르마 콜론(영어판) - 스페인의 문헌학자. 스페인 바르셀로나.
- 베니토 호아네트(영어판) - 스페인의 축구 선수. 스페인 알리칸테.
- 호세 마리아 로이사가 비구리(영어판) - 스페인의 기업인. ACS 임원(1989-). 스페인 시우다드레알.

3월 23일
- 매리 로먼(영어판) - 미국의 고령 육상 선수. 미국 노워크.
- 아나스타시오 로페스 라미레스(영어판) - 스페인의 변호사, 정치인. 스페인 알카사르데산후안(영어판).
- 월터 롭(영어판) - 미국의 공학자, 기업가. 미국 스키넥터디.
- en:Usama Riaz - 파키스탄의 외과의사. 파키스탄.
- 칼로게로 리주토(영어판) - 이탈리아의 건축가. 이탈리아 시카루사.
- 자라라 마캄바(영어판) - 짐바브웨의 언론인. 짐바브웨 하라레.
- 모리스 버거(영어판) - 미국의 문화사학자. 미국 코파키(영어판).
- 루차 보세 - 이탈리아의 배우. 스페인 세고비아.
- 캐롤 브루킨스(영어판) - 미국의 은행가. 미국 팜비치.
- 루시앵 세브(영어판) - 프랑스의 철학자. 프랑스 클라마르.
- 보르하 도메크 솔리스(영어판) - 스페인의 기업인. 스페인 메리다.
- 율리어 시그몬드(영어판) - 헝가리의 인형사. 이탈리아 피아첸자.
- 알랑 오르티스(영어판) - 프랑스의 외교 전문가. 프랑스 파리.
- 내숌 우든(영어판) - 미국의 드래그 퀸. 미국 뉴욕.
- 폴 카슬레이크(영어판) - 영국의 화가. 영국 리온시(영어판).
- 요렌스 카시(영어판) - 스페인의 육상 선수. 스페인.
- 브라이언 크로(영어판) - 영국의 외교관. 주 오스트리아 대사(1989-1992). 영국.
- 호세 폴가도(영어판) - 스페인의 기업인, 정치인. 스페인 마드리드.

3월 24일
- 폴 고마(영어판) - 루마니아의 작가, 사회 활동가. 프랑스 파리.
- 마뉘 디방고 - 세네갈의 음악가. 프랑스 파리.
- 스털링 매독스(영어판) - 미국의 정치인. 미국 알링턴군.
- 테런스 맥널리 - 미국의 극작가. 토니상(1993, 1995, 1996, 1998, 2019 공로상), 드라마데스크상(1995, 1996, 1998). 미국 플로리다주 새러소타.
- 존 F. 머레이(영어판) - 미국의 호흡기내과의. 프랑스 파리.
- 릴로 베네치아(영어판) - 이탈리아의 언론인. 이탈리아 카타니아.
- 로렌초 아콰로네(영어판) - 이탈리아의 변호사, 정치인. 이탈리아 제노바.
- 데이비드 에드워즈(영어판) - 미국의 농구 선수. 미국 뉴욕주 퀸스.
- 로미 콘(영어판) - 체코슬로바키아에서 태어난 미국의 랍비, 부동산 개발업자. 미국 뉴욕 브루클린.
- 피에르루이지 콘소니(영어판) - 이탈리아의 축구 선수. 이탈리아 폰테산피에트로(영어판).
- en:Mohamed Farah (footballer) - 소말리아의 축구 선수. 잉글랜드 런던.
- 앨런 파인더(영어판) - 미국의 언론인. 미국 뉴저지주 리지우드(영어판).
- 헤니 폴란코(영어판) - 도미니카 공화국의 패션디자이너. 도미니카 공화국 산토도밍고.

3월 25일
- 마르티뉴 루테루 갈라치(영어판) - 브라질의 지휘자. 브라질 상파울루.
- 데토 마리아노(영어판) - 이탈리아의 작곡가. 이탈리아 밀라노.
- 다닐로 마로치(영어판) - 이탈리아의 사이클 선수. 이탈리아 레조에밀리아.
- 안젤로 모레스키(영어판) - 이탈리아의 가톨릭 성직자. 이탈리아 브레시아.
- 마크 블럼 - 미국의 배우. 미국 뉴욕.
- 마리아 아라우호(영어판) - 스페인의 의상 디자이너. 스페인 바르셀로나.
- 하리 아르츠(영어판) - 네덜란드의 정치인. 네덜란드 튈뷔르흐.
- 에드만 아이바쟌(영어판) - 이란·아르메니아의 화가. 잉글랜드 런던.
- 플로이드 카르도즈(영어판) - 인도에서 태어난 미국의 요리사. 미국 뉴저지주 몬트클레어.

3월 26일
- 마리아 테레사 데 보르본파르마 - 프랑스의 사회학자, 스페인 왕족. 프랑스 파리.
- 무나카타 나오미 - 브라질의 지휘자. 브라질 상파울루.
- 루이지 로니(영어판) - 이탈리아의 오페라 가수. 이탈리아 루카.
- 마이클 소킨(영어판) - 미국의 건축가, 건축비평가. 미국 뉴욕시 맨해튼.
- 해미시 윌슨(영어판) - 스코틀랜드의 배우. 스코틀랜드 루더글린(영어판).
- 다니엘 유스테(영어판) - 스페인의 사이클 선수. 스페인 레가네스.
- 니노 카사네요(영어판) - 에콰도르의 의학자. 에콰도르 과야킬.
- 멩기 코바루비아스 - 필리핀의 배우.
- 이토 쿠라타(영어판) - 필리핀의 패션디자이너. 필리핀 문틴루파.
- 올레 홀름퀴스트(영어판) - 스웨덴의 재즈 트롬본 연주자. 스웨덴 셸레프테오.

3월 27일
- 호세 루이스 곤살레스 노발린(영어판) - 스페인의 사제. 스페인 오비에도.
- 헤수스 가요소 레이(영어판) - 스페인의 군인. 스페인 로그로뇨.
- 도스테오 로드리게스(영어판) - 스페인의 변호사, 정치인. 스페인 산티아고데콤포스텔라.
- 슈테판 리페 - 독일의 기업인, 스위스리의 회장. 스위스.
- 올랜도 맥대니얼(영어판) - 미국의 미식축구 선수. 미국 텍사스주 댈러스군.
- 마이클 맥키널(영어판) - 영국에서 태어난 미국의 건축가. 미국 매사추세츠주 록포트.
- 루벤 멜로뇨(영어판) - 우루과이의 가수. 스페인 마드리드.
- 마리오 베네데티(영어판) - 이탈리아의 시인. 이탈리아 피아데나(영어판).
- 이맘 수루소(영어판) - 인도네시아의 정치인. 인도네시아 스마랑.
- 다니엘 아줄라이(영어판) - 브라질의 만화가. 브라질 리우데자네이루.
- 자크 F. 아카르(영어판) - 프랑스의 의사, 미생물학자. 프랑스 파리.
- 산티아고 요렌테 페르난데스(영어판) - 스페인의 육상 선수. 스페인 세고비아.

3월 28일
- 차토 갈렌테(영어판) - 스페인의 민주화 운동가. 스페인 마드리드.
- 에이프릴 던(영어판) - 미국의 장애인 인권 운동가. 미국 배턴루지.
- 파트리크 드브지앙 - 프랑스의 정치인. 경제부양부 장관(2008-2010), 하원의원(2010-2017). 프랑스 앙토니.
- 로돌포 곤살레스 리소토(영어판) - 우루과이의 사학자, 정치인. 우루과이 몬테비데오.
- 라파엘레 마스토(영어판) - 이탈리아의 언론인. 이탈리아 베르가모.
- 데니스 밀레(영어판) - 프랑스의 만화가. 프랑스 파리.
- 케르스틴 베렌츠(영어판) - 스웨덴의 라디오 방송인. 스웨덴 스톡홀름.
- 살바도르 비베스 (배우)(영어판) - 스페인의 배우. 스페인 바르셀로나.
- 페브지 악소이(영어판) - 터키의 신경학자. 터키 이스탄불.
- 윌리엄 울프(영어판) - 미국의 영화·연극 비평가. 미국 뉴욕.
- 피어슨 조던(영어판) - 바베이도스의 육상 선수. 미국 댈러스.
- 아잠 칸(영어판) - 파키스탄의 스쿼시 선수. 잉글랜드 런던.
- 미셸 티봉코르닐로(영어판) - 프랑스의 철학자, 인류학자. 프랑스 파리.
- 윌리엄 B. 헬름라이히(영어판) - 스위스에서 태어난 미국인 사회학자. 미국 뉴욕주 그레이트넥.

3월 29일
- 로버트 H. 가프(영어판) - 미국의 기업인, 정치인. 미국 솔트레이크시티.
- 조 디피 - 미국의 컨트리 가수. 미국 내슈빌.
- 프랑시스 라프(영어판) - 프랑스의 사학자. 프랑스 앙제.
- 아이작 로빈슨(영어판) - 미국의 변호사, 정치인. 미국 디트로이트.
- 안젤로 로톨리(영어판) - 이탈리아의 권투 선수. 이탈리아 폰테산피에트로(영어판).
- en:Maria Mercader - 미국의 언론인. 미국 뉴욕.
- 앨런 메릴 - 미국의 록 가수. 〈I Love Rock 'n' Roll〉(1975). 미국 뉴욕시 맨해튼.
- 베릴 버네이(영어판) - 미국의 언론인. 미국 뉴욕.
- 시무라 켄 - 일본의 개그맨. 일본 도쿄.
- 토마스 오네보리(영어판) - 스웨덴의 사진 작가. 스웨덴 스톡홀름.
- 호세 루이스 카폰(영어판) - 스페인의 축구 선수. 스페인 마드리드.
- 에밀리아 쿠라스(영어판) - 스페인의 정보과학자. 스페인 마드리드.
- 앙리 팅크(영어판) - 프랑스의 언론인. 프랑스 빌뇌브생조르주.
- 데이비드 호지키스(영어판) - 영국의 기업인. 영국.

3월 30일
- 제임스 T. 굿리치(영어판) - 미국의 신경외과의. 미국 뉴욕.
- 힐러리 드와이어(영어판) - 영국의 배우, 기업인. 영국.
- 마누엘 아돌포 바라스(영어판) - 에콰도르의 언론인. 에콰도르 과야킬.
- 호세 안토니오 마르티네스 바요(영어판) - 스페인의 육상 선수. 스페인 바르셀로나.
- 이보 말크네흐트(영어판) - 이탈리아의 스키 선수. 이탈리아 오르티세이(영어판).
- 안헬 산체스 멘도사(영어판) - 에콰도르의 언론인. 에콰도르 과야킬.
- 테드 모넷(영어판) - 미국의 군인. 미국 홀리오크.
- 로레나 보르하스(영어판) - 멕시코·미국의 트랜스젠더·이민자 인권 운동가. 미국 뉴욕 브루클린.
- 빌헬름 부르만(영어판) - 독일의 무용가. 미국 뉴욕.
- 모리스 비데르망(영어판) - 프랑스의 기업인. 프랑스 파리.
- 조아킴 용비오팡고 - 콩고의 군인, 정치인. 대통령(1977-1979), 총리(1993-1996). 프랑스 뇌이쉬르센.
- 호르헤 치카(영어판) - 에콰도르의 축구 선수, 신경외과의. 에콰도르.
- 밀루틴 크네제비치(영어판) - 세르비아 정교회 성직자. 세르비아 베오그라드.

3월 31일
- en:James Gordon, Baron Gordon of Strathblane - 스코틀랜드의 기업인, 정치인. 스코틀랜드 글래스고.
- 라파엘 고메스 니에토(영어판) - 스페인의 군인. 프랑스 스트라스부르.
- 벡타르 다시케비치(영어판) - 벨라루스의 연극 배우. 벨라루스 비쳅스크.
- en:Kioumars Derambakhsh - 이란의 영화 감독. 프랑스 파리.
- 파페 디우프 - 세네갈의 언론인, 축구 에이전트, 올랭피크 드 마르세이유의 회장(2005-2009). 세네갈 다카르.
- en:Gita Ramjee - 우간다에서 태어난 남아프리카공화국의 생물학자. 남아프리카공화국 콰줄루나탈주 음랑가(영어판).
- 월러스 로니 - 미국의 재즈 트럼펫 연주자. 미국 뉴저지주 패터슨.
- 줄리 베넷 - 미국의 배우. 미국 로스엔젤레스.
- 피터 J. N. 싱클레어(영어판) - 영국의 경제학자. 영국.
- 마이클 웨이클럼(영어판) - 영국의 분자생물학자. 영국.
- 앤드류 잭 - 영국의 방언 코치. 《골든아이》(1995), 《007 네버 다이》(1997), 《반지의 제왕》 삼부작(2001~2003). 잉글랜드 서리주.
- 잔 카를로 체루티(영어판) - 이탈리아의 스포츠 매니저. 이탈리아 크레마.
- 투르한 카야(영어판) - 터키의 배우. 터키 카디쾨이.
- 크리스티나 (가수) - 미국의 가수. 미국 뉴욕.
- 샘 클레이턴 주니어 - 자메이카의 봅슬레이 선수·사운드 엔지니어. 1988년 캘거리 동계 올림픽 대표선수.

### 4월
4월 1일
- 케빈 더피(영어판) - 미국의 변호사, 연방지방법원 판사. 미국 코네티컷주 그리니치.
- 데이비드 드리스켈(영어판) - 미국의 화가. 미국 워싱턴 D.C.
- 제라르 마노니(영어판) - 프랑스의 조각가. 프랑스 비리샤티용.
- 엘리스 마살리스 - 미국의 재즈 피아노 연주자. 미국 뉴올리언스.
- 필리프 말로리(영어판) - 프랑스의 법학자.
- 도라 베르츠베르크(영어판) - 프랑스의 간호사. 프랑스 파리.
- 킴 H. 벨트먼(영어판) - 네덜란드·캐나다의 역사학자. 네덜란드 마스트리흐트.
- 브라니슬라프 블라지치(영어판) - 세르비아의 의사·정치인. 환경 장관(1998-2000). 세르비아 베오그라드.
- 애덤 슐레진저 - 미국의 가수, 에미상 수상자(2012, 2016, 2019). 미국 포킵시.
- 베르나르 에팡(영어판) - 프랑스의 작가. 프랑스 파리.
- 카르메 요렌스 힐라베르트(영어판) - 스페인의 공예가.
- 리처드 패스먼(영어판) - 미국의 우주·항공 공학자. 미국 메릴랜드주 실버스프링.
- 이스로엘 프리드만(영어판) - 미국의 랍비. 미국 뉴욕.
- 버키 피자렐리(영어판) - 미국의 재즈 기타 연주자. 미국 뉴저지주 새들리버(영어판).
- 누르 하산 후세인 - 소말리아의 정치인. 총리(2007-2009). 영국 런던.

4월 2일
- 마놀로 나바로(영어판) - 스페인의 투우사. 스페인 마드리드.
- 프랑수아 드 골(영어판) - 프랑스의 가톨릭 사제. 샤를 드 골의 조카. 프랑스 브뤼쉬르마른(영어판)
- 에디 라지(영어판) - 영국의 희극인. 영국 브리스톨.
- 세르조 로시 - 이탈리아의 패션 디자이너 (세르지오 로시). 이탈리아 체세나.
- 아론 루바시킨(영어판) - 러시아·미국의 기업인. 미국 뉴욕.
- 그레고리오 베니토 - 스페인의 축구 선수, 레알 마드리드(1966-1982), 국가대표(1971-1978). 스페인 마드리드.
- 로버트 벡(영어판) - 미국의 근대5종 선수. 미국 샌안토니오.
- 퍼트리샤 보즈워스(영어판) - 미국의 언론인, 전기작가, 배우. 미국 뉴욕.
- 아르놀드 소빈스키(영어판) - 프랑스의 축구 선수. 프랑스 랑스.
- 오닉 엣다낫(영어판) - 미국의 언론인. 미국 뉴욕.
- 구스타보 오레야나(영어판) - 에콰도르의 교사·가수. 에콰도르 과야킬.
- 페리하 외즈(영어판) - 터키의 의사.
- 버나디타 카탈라(영어판) - 필리핀의 외교관. 주 레바논 대사(2017-). 레바논 베이루트.
- 자카리아 코메티(영어판) - 이탈리아의 축구 선수. 이탈리아 로마노디롬바르디아(영어판).
- 압트리펠 투미모모르(영어판) - 인도네시아의 정치인. 인도네시아 마카사르.
- 로드리고 페센타스 로다스(영어판) - 에콰도르의 작가. 에콰도르 과야킬.
- 얀 페엔티어르(영어판) - 네덜란드의 하키 선수.
- 윌리엄 프랭클랜드(영어판) - 영국의 면역학자. 영국 런던.
- en:Nirmal Singh Khalsa - 인도의 시크교 성직자. 인도 암리차르.
- 아서 휘슬러(영어판) - 미국의 민족식물학자. 미국 호놀룰루.
- 후안 히메네스(영어판) - 아르헨티나의 만화가. 아르헨티나 멘도사.

4월 3일
- 밥 글랜저(영어판) - 미국의 정치인. 미국 수폴스.
- 아널드 드메인(영어판) - 미국의 미생물학자.
- 마르셀 랑송에르베(영어판) - 프랑스의 배우. 프랑스 마르세유.
- 마르그리트 레스코프(영어판) - 프랑스의 작가.
- 팀 로빈슨(영어판) - 잉글랜드의 지도학자. 영국 런던.
- 프리다 바텐베르크(영어판) - 프랑스의 레지스탕스원. 프랑스 파리.
- 조엘 섀츠키(영어판) - 미국의 작가. 미국 뉴욕.
- 샴수르 라흐만 셰리프(영어판) - 방글라데시의 정치인. 방글라데시 다카.
- 유수프 케난 쇤메즈(영어판) - 터키의 정치인.
- 알린 스트링어쿠에바스(영어판) - 미국 뉴욕.
- 프란시스코 에르나르도 콘트레라스(영어판) - 스페인의 기업인. 스페인 마드리드.
- 앙리 에코샤르(영어판) - 프랑스의 군인. 프랑스 르발루아페레.
- 오마르 킨타나(영어판) - 에콰도르의 정치인.
- 한스 프라데(영어판) - 수리남의 외교관, 정치인. 네덜란드 로테르담.

4월 4일
- 카를로스 곤살레스아르티가스(영어판) - 에콰도르의 기업인. 에콰도르 과야킬.
- 톰 뎀프시(영어판) - 미국의 미식축구 선수. 미국 뉴올리언스.
- 그자비에 도르(영어판) - 프랑스의 발생학자. 프랑스 파리.
- 빈센트 리온티(영어판) - 미국의 비올라 연주자, 지휘자. 미국 뉴욕.
- 제럴드 먼디스(영어판) - 미국의 작가. 미국 뉴욕.
- 레일라 멘샤리 - 튀니지의 디자이너. 튀니지 함마메트.
- 마르셀 모로(영어판) - 벨기에의 작가. 프랑스 보비니.
- 올란 몽고메리(영어판) - 미국의 배우, 예술가. 미국 뉴욕.
- 제이 베네딕트 - 영국의 배우. 영국 런던.
- en:Philippe Bodson - 벨기에의 기업인, 정치인.
- 몬트세라트 사바테르 바시갈루피(영어판) - 스페인의 출판업자. 스페인 바르셀로나.
- 안톤 서배스천필라이(영어판) - 영국의 역사학자. 영국 킹스턴어폰템스.
- 무하마드 시라줄 이슬람(영어판) - 방글라데시의 정치인. 미국 뉴욕.
- 플로린두 코랄(영어판) - 브라질의 기업인. 브라질 상파울루.
- 지오바니 코피아노(영어판) - 에콰도르의 의료기술자, 광대. 에콰도르 과야킬.
- 포리스트 콤프턴 - 미국의 배우. 미국 뉴욕주 셸터아일랜드.
- 나엑 L. 토빙(영어판) - 인도네시아의 의사. 인도네시아 자카르타.
- en:Alexander Thynn, 7th Marquess of Bath - 영국의 귀족. 영국 바스.
- 켄 파넘(영어판) - 자메이카의 사이클 선수. 미국 뉴욕.
- 릴라 펜윅(영어판) - 미국의 변호사, 인권운동가. 미국 뉴욕.

4월 5일
- 존 로스(영어판) - 영국의 판사. 영국 런던.
- 마무드 지브릴 - 리비아의 정치인. 이집트 카이로.
- 미셸 파리스(영어판) - 프랑스의 역사학자. 프랑스 파리.
- 리 피에로(영어판) - 미국의 배우. 미국 오하이오주 오로라.

4월 6일
- 요셉 마리아 베네트 이 호르네트(영어판) - 스페인의 극작가. 스페인 례이다.
- 자크 르 브륀(영어판) - 프랑스의 역사학자. 프랑스 파리.
- 애들린 메어클라크(영어판) - 자메이카의 단거리 육상 선수. 미국 뉴욕.
- 스티븐 설릭(영어판) - 미국의 가톨릭 대주교. 미국 뉴저지주 보르히즈타운십(영어판).
- 마크 스타이너(영어판) - 이스라엘의 수학철학자. 이스라엘 예루살렘.
- 헬레네 아일론(영어판) - 미국의 생태여성주의 예술가. 미국 오하이오주 애크런.
- 장마리 졸레(영어판) - 프랑스의 정치인. 생루이 시장(2011-). 독일 본.
- 브람 칸치보틀라(영어판) - 미국의 언론인. 미국 뉴욕주 나소군.
- 알폰소 코르티나(영어판) - 스페인의 기업인. 스페인 톨레도.
- 리아리 타타리(영어판) - 시리아의 이슬람 이맘. 스페인 마드리드.

4월 7일
- 앨런 가필드 - 미국의 배우. 미국 캘리포니아주 우들랜드힐스.
- 헨리 그래프(영어판) - 미국의 역사학자. 미국 코네티컷주 그리니치.
- 라이프 그로너(영어판) - 미국의 유대교 랍비. 미국 뉴욕.
- 에디 데이비스(영어판) - 미국의 재즈 반조 연주자. 미국 뉴욕.
- 존 퍼시 리온 루이스(영어판) - 가이아나의 군인. 가이아나 조지타운.
- 니퍼 리드(영어판) - 영국의 경찰, 권투인. 세계 복싱 협회 부회장(1989-2001). 영국.
- 로저 매슈스(영어판) - 영국의 범죄학자. 영국.
- 도나토 사비아(영어판) - 이탈리아의 육상 선수. 이탈리아 포텐차.
- 로제 샤포(영어판) - 스위스의 아이스하키 선수. 스위스.
- 로베르 쇼당송(영어판) - 프랑스의 언어학자. 프랑스 엑상프로방스.
- 톰 스컬리(영어판) - 아일랜드의 게일릭 풋볼 경영자, 가톨릭 사제. 아일랜드 더블린.
- 할 윌너(영어판) - 미국의 음악 프로듀서. 미국 뉴욕.
- 미시크 카자르얀(영어판) - 소비에트 아르메니아에서 태어난 러시아의 물리학자. 러시아 모스크바.
- 장로랑 코셰(영어판) - 프랑스의 배우, 영화 감독. 프랑스 파리.
- 윤여태 - 미국의 정치인. 저지시티 시의원(2선, 2013-). 미국.
- 얀 크르젠(영어판) - 체코의 역사학자. 체코 프라하.
- 미구엘 안헬 타베트(영어판) - 베네수엘라의 가톨릭 사제. 이탈리아 로마.
- 호아킴 토사스(영어판) - 스페인의 공학자, 정치인. 스페인 바르셀로나.
- 기슬레인 트렘블레이(영어판) - 캐나다의 배우, 희극인. 캐나다 베르됭(영어판).
- 야코프 페를로(영어판) - 미국의 유대교 랍비. 미국 뉴욕.
- 크리스토프 프라(영어판) - 프랑스의 럭비 선수, 감독. 프랑스 리옹.
- 존 프라인(영어판) - 미국의 싱어송라이터. 미국 내슈빌.
- 자크 프레몽티에(영어판) - 프랑스의 언론인. 프랑스 파리.
- 후데이디(영어판) - 영국의 싱어송라이트, 우드 연주자. 영국 런던.

4월 8일
- 조지 드웨(영어판) - 라이베리아의 정치인.
- 프란체스코 라 로사(영어판) - 이탈리아의 축구 선수. 이탈리아 밀라노.
- 앙리 마들랭(영어판) - 프랑스의 예수회 사제, 신학자. 프랑스 릴.
- 릴리안 마르셰(영어판) - 프랑스의 활동가. 프랑스 브뤼쉬르마른.
- 다비드 메레스(영어판) - 프랑스의 축구 선수. 프랑스 뇌빌생레미(영어판).
- 릭 메이(영어판) - 캐나다·미국의 성우, 배우. 미국 워싱턴주 시애틀.
- 레일라 베니테스매컬럼(영어판) - 필리핀에서 태어난 미국의 언론인. 미국 뉴욕.
- 리처드 L. 브로드스키(영어판) - 미국의 변호사, 정치인. 뉴욕주하원의원(1983-2010). 미국 그린버(영어판).
- 톰 블랙웰(영어판) - 미국의 화가. 미국 포킵시.
- 버니 저스퀴츠(영어판) - 미국의 정치인. 버몬트주하원의원(2013-2019). 미국 버몬트주 몬트필리어.
- 일러나 뮤레이 커먼(영어판) - 미국의 무용가. 미국 뉴하이드파크(영어판).
- 로버트 L. 캐럴(영어판) - 미국·캐나다의 고생물학자.
- 조엘 J. 쿠퍼먼(영어판) - 미국의 철학 교수. 미국 브루클린.
- 마틴 S. 폭스(영어판) - 미국의 언론인. 주위시 텔레그래픽 에이전시(영어판) 사장. 미국 뉴저지주 뉴저지주(영어판).
- 미겔 호네스 - 스페인의 축구 선수. 스페인 빌바오.
- 히페이(영어판) - 인도의 정치인. 상원의원(1990-2002). 인도 아이자울.

4월 9일
- 하비 골드스타인 - 영국의 통계학자. 영국.
- 오카다 기미노부 - 일본의 텔레비전 프로듀서. 일본.
- 하금명 - 영춘권 무도가. 캐나다 토론토.

4월 10일
- 리파트 카다르지 - 이라크의 건축가. 영국 런던.

4월 11일
- 스탠리 체라 - 미국의 부동산 사업가. 미국 뉴욕시.
- 존 호턴 콘웨이 - 영국의 수학자. 미국 뉴저지주 뉴브런즈윅.

4월 12일
- 팀 브루크테일러(영어판) - 영국의 배우, 코미디언. 영국.

4월 14일
- 서성원 - 대한민국의 드러머. 딕훼밀리(1972-1980). 미국 로스엔젤레스.

4월 15일
- 앨런 다비오 - 미국의 촬영 감독. 《E.T.》(1982), 《컬러 퍼플》(1985), 《태양의 제국》(1987). 미국 로스엔젤레스.
- 리 코니츠 - 미국의 재즈 색소폰 연주자. 미국 뉴욕.
- 존 호턴 - 웨일스의 대기물리학자. 기후 변화에 관한 정부간 패널 공동의장. 웨일스.

4월 16일
- 루이스 세풀베다 - 칠레의 소설가. 스페인 오비에도.

4월 19일
- 필리프 나옹 - 프랑스의 배우. 프랑스 파리.
- 마쓰시타 사부로 - 일본의 유도 선수. 전일본유도연맹 부회장, 고도칸 이사. 일본 가나가와현.

4월 20일
- 스티브 댈코우스키 - 미국의 야구 선수. 미국 코네티컷주 뉴브리튼.

4월 21일
- 다테이시 요시오 - 일본의 기업인. 오므론 회장(2003-). 일본 교토시.
- 오카자키 데루유키(영어판) - 미국에서 활동한 공수도 무도가. 미국 필라델피아.

4월 23일
- 오카에 쿠미코 - 일본의 배우, 성우. 일본 도쿄도.
- 와다 슈 - 일본의 배우. 일본.

4월 24일
- 오카모토 유키오 - 일본의 외교관. 일본 도쿄도.

4월 25일
- 노길남 - 재미 한인 언론인. 미국.
- 요코노 고이치 - 일본의 의사. 일본.

4월 29일
- 마틴 로벳 - 잉글랜드의 첼로 연주자. 아마데우스 사중주단 단원(1947-1987). 영국 런던.

4월 30일
- 우리화 - 중화민국의 작가. 미국 메릴랜드주 게이더스버그.
- 젠치쿠 도미타로 - 일본의 교겐시. 일본 도쿄도.

### 5월
5월 8일
- 로이 혼 - 독일계 미국인 마술사. 미국 라스베이거스.

5월 13일
- 쇼부시 간지 - 일본의 스모 선수. 일본 도쿄도.

5월 31일
- 단 반 후센 - 독일의 배우. 영국 일민스터.

### 6월
6월 2일
- 후웨이펑(중국어판) - 중화인민공화국의 의사. 중화인민공화국.

6월 17일
- 파울리뉴 파이아캉 - 브라질의 카야포인 지도자. 브라질 레덴상.

6월 21일
- 아흐메드 라디 - 이라크의 축구 선수, 정치인. 국가 대표(1983-1997). 아시아 올해의 축구 선수(1988). 이라크 바그다드.
- 베르나르디노 피녜라 - 칠레의 가톨릭 주교. 칠레 산티아고.

6월 27일
- 일리야 페트코비치 - 세르비아의 축구 선수, 유고슬라비아 국가대표(1968-1974), 인천 유나이티드 FC 감독(2009-2010), 경남 FC 감독(2013). 세르비아 베오그라드.

### 7월
7월 4일
- 브랜디스 켐프 - 미국의 배우. 미국 로스엔젤레스.

7월 5일
- 닉 코더로 - 캐나다의 뮤지컬 배우. 미국 로스앤젤레스.

7월 30일
- 허먼 케인 - 미국의 기업인, 정치인. 미국 조지아주 스톡브리지.

### 8월
8월 9일
- 카말라 - 미국의 프로레슬링 선수. 미국 미시시피주 옥스퍼드.

8월 11일
- 트리니 로페즈 - 미국의 가수. 미국 캘리포니아주 팜스프링스.

8월 13일
- 다리오 비바스 - 베네수엘라의 정치인, 국회 부의장(2010-2011, 2013-2015). 베네수엘라 카라카스.
- 굴나자르 켈디 - 타지키스탄의 시인.

8월 31일
- 프라나브 무케르지 - 인도의 정치인. 대통령(2012-2017). 인도 뉴델리.
- 톰 시버 - 미국의 야구 선수, 뉴욕 메츠 투수(1967-1977). 미국 캘리포니아주 갈리스토카.

### 9월
9월 4일
- 조 윌리엄스 - 쿡 제도의 의사, 정치인, 총리(1999). 뉴질랜드 오클랜드.

9월 5일
- 이리 멘젤 - 체코의 영화 감독. 체코 프라하.

9월 6일
- 신소걸 - 대한민국의 코미디언, 목사. 대한민국 서울특별시.

9월 11일
- 나딤 샤케르 - 이라크의 축구 선수, 국가대표(1978-1986). 이라크 아르빌.

9월 15일
- 몸칠로 크라이슈니크 - 보스니아의 세르비아인 정치인, 스릅스카 공화국 의장(1991-1996). 보스니아 헤르체고비나 스릅스카 공화국 바냐루카.

9월 25일
- S. P. 발라수브라마냠 - 인도의 플레이백 가수, 내셔널 필름 어워드 수상자(1979, 1981, 1983, 1988, 1995, 1996). 인도 첸나이.

9월 30일
- 알리 보제르 - 터키의 정치인. 부총리(1989-1990), 외무장관(1990). 터키 앙카라.

### 10월
10월 4일
- 다카다 겐조 - 일본의 패션 디자이너(겐조). 프랑스 뇌이쉬르센.

10월 15일
- 다닐 할리모프 - 카자흐스탄의 레슬링 선수. 러시아 예카테린부르크.

10월 17일
- 리샤르트 론체프스키 - 폴란드의 배우. 폴란드 소포트.

10월 19일
- 엔초 마리 - 이탈리아의 디자이너. 이탈리아 밀라노.

10월 21일
- 아로우지 지 올리베이라 - 브라질의 군인, 정치인, 하원 의원(9선, 1984-2019), 상원 의원(2019-). 브라질 리우데자네이루.

10월 28일
- 모하메드 멜레히 - 모로코의 화가. 프랑스 불로뉴비양쿠르.

10월 29일
- 알렉산드르 베데르니코프 - 러시아의 지휘자. 러시아 모스크바.

### 11월
11월 3일
- 어빈 백스터 - 미국의 목사. 미국 텍사스주.

11월 4일
- 쓰치야 다카시 - 일본의 기업인, 교리츠 은행 회장(2019-). 일본 기후현.

11월 6일
- 페르난도 솔라나스 - 아르헨티나의 영화 감독, 정치인. 베니스 영화제 심사위원 대상(1985), 칸 영화제 감독상(1988), 베를린 영화제 명예 황금곰상(2004). 하원의원(2009-2013), 상원의원(2013-2019). 프랑스 뇌이쉬르센.

11월 10일
- 스벤 볼테르 - 스웨덴의 배우. 굴드바게상 남우주연상(1984, 2001). 스웨덴 룰레오.
- 사에브 에레카트 - 팔레스타인의 정치인, 국회의원(1996-). 예루살렘.

11월 12일
- 제리 롤링스 - 가나의 군인, 정치인, 대통령(1979, 1981-1993, 1993-2001). 가나 아크라.
- 레오니트 포타포프 - 러시아의 정치인. 부랴트 공화국 대통령(1991-2007).

11월 13일
- 피터 서트클리프 - 영국의 연쇄 살인범. 영국 더럼.

11월 14일
- 하산 무라토비치 - 보스니아 헤르체고비나의 정치인, 총리(1996-1997). 보스니아 헤르체고비나 사라예보.

11월 15일
- 수미트라 차터지 - 인도의 배우. 내셔널 필름 어워드(1991, 2000, 2006), 다다시헤브 팔케상(2012). 인도 콜카타.

11월 20일
- 이리네이 - 세르비아 정교회의 성직자, 총대주교(2010-). 세르비아 베오그라드.

11월 26일
- 사디크 알마흐디 - 수단의 정치인, 총리(1966-1967, 1986-1989). 아랍에미리트 아부다비.

11월 29일
- 벤 보바 - 미국의 작가, 휴고상 편집자상(1973, 1974, 1975, 1976, 1977, 1979). 미국 플로리다주 네이플스.

### 12월
12월 2일
- 보리스 플로트니코프 - 소련의 배우. 러시아 모스크바.
- 발레리 지스카르 데스탱 - 프랑스의 정치인, 대통령(1974-1981). 프랑스 오트혼.

12월 8일
- 해럴드 버드(영어판) - 미국의 작곡가. 미국 캘리포니아주 아케이디아.
- 예브게니 샤포시니코프 - 소련의 군인. 공군 총사령관(1990-1991), 국방장관(1991-1992). 러시아 모스크바.

12월 11일
- 김기덕 - 대한민국의 영화 감독, 베를린 국제 영화제 감독상(2004). 라트비아 리가.

12월 12일
- 뱌차슬라우 케비치 - 벨라루스의 정치인, 초대 총리(1991-1994). 벨라루스 민스크.

12월 13일
- 찰리 프라이드 - 미국의 가수, 그래미상(1971 2관, 1972, 2017 공로상). 미국 댈러스.

12월 14일
- 암브로세 만드불로 들라미니 - 에스와티니의 왕족, 정치인, 총리(2018-). 남아프리카 공화국.

12월 15일
- 졸탄 사보 - 세르비아의 축구 선수, 감독. 수원 삼성 블루윙즈(2000-2002). 세르비아 스렘스카 카메니차.

12월 16일
- 레티샤 리(영어판) - 홍콩의 정치인. 중화인민공화국 홍콩.
- 플라비오 코티 - 스위스의 정치인, 대통령(1991, 1998). 스위스 로카르노.

12월 17일
- 피에르 부요야 - 브룬디의 군인, 정치인, 대통령(1987-1993, 1996-2003). 프랑스 파리.
- 헨나디 케르네스 - 우크라이나의 정치인, 하르키우 시장(2010-). 독일 베를린.

12월 22일
- 무하마드 무스타파 메로 - 시리아의 정치인. 총리(2000-2003). 시리아 알탈.
- 에드먼드 M. 클라크 - 미국의 컴퓨터 과학자. 튜링상(2007). 미국 펜실베이니아주 피츠버그.

12월 25일
- 수마일라 시세 - 말리의 정치인. 재무장관(1993-2000), 국회의원(2013-2020). 프랑스 파리.

12월 27일
- 하타 유이치로 - 일본의 정치인. 참의원 의원(5선, 1999-). 일본 도쿄도.
- 윤창열 - 대한민국의 기업인. 굿모닝시티 분양 사기 사건 주범. 대한민국 경기도.[1]

12월 28일
- 아르만도 만사네로 - 멕시코의 음악가. 라틴 그래미 명예의 전당(1968). 그래미 평생 공로상(2014). 멕시코시티.
- 푸총 - 중국계 영국인 피아노 연주자. 영국 런던.

12월 30일
- 돈 웰스 - 미국의 배우. 미국 로스엔젤레스.

12월 31일
- 로베르 오셍 - 프랑스의 배우. 프랑스.

## 2021년

### 1월
1월 2일
- 올레크 다닐로프(러시아어판) - 러시아의 극작가. 벨라루스 민스크.
- 바흐룸 다이도(영어판) - 인도네시아의 정치인. 하원 의원(2009-2019). 인도네시아 자카르타.
- 클레베르 에두아르두 아라두(영어판) - 브라질의 축구 선수. 브라질 쿠리치바.
- 블라디미르 코레네프 - 러시아의 배우. 인민예술가상(1998). 러시아 모스크바.

1월 3일
- 샤니 마하데바파(영어판) - 인도의 배우. 인도 벵갈루루.
- 타소 아다모풀로스(프랑스어판) - 프랑스의 비올라 연주자. 프랑스 파리.
- 알리 타헤르(영어판) - 인도네시아의 정치인. 하원 의원(2014-). 인도네시아 자카르타.
- 아닐 파나추란(영어판) - 인도의 말라얄람어 작사가. 인도 케랄라주.

1월 4일
- 엘리아스 라바니 - 레바논의 작곡가·작사가. 레바논 베이루트.
- 밤방 수르야디(영어판) - 인도네시아의 정치인. 하원 의원(2019-). 인도네시아 자카르타.

1월 5일
- 존 리처드슨 - 영국의 배우. 《공룡 100만년》(1966). 영국.

1월 6일
- 에드바르트 그나트(영어판) - 폴란드의 정치인. 하원 의원(1985-1989, 1993-1997). 폴란드 우치.
- 나베시마 나오테루 - 일본의 재즈 비브라폰 연주자. 일본 단바사사야마시.
- 미하이 코토로바이(영어판) - 몰도바의 정치인. 국회의원(1990-1994).

1월 7일
- 레오니드 부조르(영어판) - 몰도바의 정치인. 국회의원(2005-2009). 교육부 장관(2009-2011).
- 레이날도 우말리(영어판) - 필리핀의 정치인. 하원 의원(2010-2019). 필리핀 타기그.

1월 8일
- 스티브 라이틀(영어판) - 미국의 만화가. 미국 캔자스시티.
- 이브 브랜슨(영어판) - 영국의 자선사업가. 리처드 브랜슨의 어머니.
- 오이카와 준 - 일본의 영화 프로듀서. 일본 도쿄도.[2]
- 스티브 카버(영어판) - 미국의 영화 감독. 미국 로스앤젤레스.

1월 9일
- 파브리치오 소코르시 - 이탈리아의 의사. 교황 프란시스코의 주치의(2015-). 이탈리아 로마.
- 프란티셰크 필리프(영어판) - 체코의 영화 감독. 체코 프라하.

1월 10일
- 안토니오 사바토(영어판) - 이탈리아의 배우. 안토니오 사바토 주니어의 아버지. 미국 캘리포니아주.
- 낸시 워커 부시 엘리스 - 미국의 사회 활동가. 조지 H. W. 부시의 여동생. 미국 매사추세츠주 콩코드.
- 위베르 오리올(영어판) - 프랑스의 레이싱 선수. 다카르 랠리 우승자(1981, 1983 모터사이클, 1992 자동차).

1월 14일
- 가와와 다카시(일본어판) - 일본의 연극 연출가.

1월 15일
- 오마키 후지오 - 일본의 문학 연구자. 일본.
- 오쿠하타 야스오 - 일본의 무대 조명 연출가. 일본.[3]

1월 16일
- 필 스펙터 - 미국의 음반 프로듀서. 미국 캘리포니아주 프렌치캠프.

1월 20일
- 시부시소 모요(영어판) - 짐바브웨의 군인·정치인. 외교통상부 장관(2017-). 짐바브웨 하라레.

1월 23일
- 래리 킹 - 미국의 방송 진행자. 미국 로스앤젤레스.

1월 26일
- 론 존슨(영어판) - 미국의 야구 선수·감독. 미국 테네시주 머프리즈버러.
- 카를로스 홀메스 트루히요 - 콜롬비아의 정치인, 내무장관(1997-1998), 외교장관(2018-2019), 국방장관(2019-). 콜롬비아 보고타.

1월 27일
- 메흐르다드 미나반드 - 이란의 축구 선수, 국가 대표(1996-2003). 이란 테헤란.

1월 29일
- 이본 두이 - 프랑스의 축구 선수. 국가 대표(1957-1965). 프랑스 니스.

1월 31일
- 더글라스 브라보 - 베네수엘라의 정치인. 베네수엘라 코로.

### 2월
2월 2일
- 톰 무어 - 영국의 군인. 영국 베드퍼드.
- 그랜트 잭슨(영어판) - 미국의 야구 선수. 미국 펜실베이니아주 워싱턴군.

2월 5일
- 요제프 벤츠 - 스위스의 봅슬레이 선수. 세계 대회 우승(1975, 1978, 1979), 올림픽 대회 우승(1980). 스위스 취리히.

2월 7일
- 론 라이트 - 미국의 정치인. 하원 의원(2019-). 미국 텍사스주 댈러스.

2월 13일
- 카디르 토프바시 - 터키의 정치인, 이스탄불 시장(2004-2017). 터키 이스탄불.

2월 14일
- W. J. M. 로쿠반다라 - 스리랑카의 정치인, 국회의원, 국회의장(2004-2010). 스리랑카 앙고다.

2월 15일
- 앙드레아 기오(영어판) - 프랑스의 오페라 소프라노 가수. 프랑스 님.
- 레오폴도 루케 - 아르헨티나의 축구 선수. 국가 대표(1975-1981), 월드컵 우승(1978). 아르헨티나 멘도사.

2월 17일
- 세이프 샤리프 하마드 - 탄자니아의 정치인, 부통령(2020-). 탄자니아 다르에스살람.

2월 20일
- 마우로 벨루지 - 이탈리아의 축구 선수, FC 인테르나치오날레 밀라노(1969-1974), 국가대표(1972-1979). 이탈리아 밀라노.

2월 23일
- 파우스토 그레시니(영어판) - 이탈리아의 모터사이클 레이싱 선수. 그랑프리 세계 챔피언(1985, 1987). 이탈리아 볼로냐.

2월 25일
- 블라디미르 주이코프(영어판) - 러시아의 애니메이터. 《곰돌이 푸(영어판)》(1969). 러시아.

### 3월
3월 8일
- 지브릴 탐시르 니안(영어판) - 기니의 역사학자·작가. 세네갈.

3월 10일
- 알리 마디 마하메드 - 소말리아의 정치인, 대통령(1991-1997). 케냐 나이로비.

3월 12일
- 굿윌 즈웰리티니 - 줄루족 왕. 남아프리카공화국 더반.

3월 13일
- 조반니 가스텔(영어판) - 이탈리아의 사진가. 이탈리아 밀라노.
- 오노 기요코 - 일본의 체조 선수, 정치인, 참의원 의원(3선, 1986-2007). 일본.

3월 21일
- 예프게니 네스테렌코(영어판) - 러시아의 오페라 베이스 가수. 오스트리아 빈.

3월 29일
- 바시킴 피노 - 알바니아의 정치인, 총리(1997). 알바니아 티라나.

### 4월
4월 8일
- 이거이 디아너 - 헝가리의 사격 선수. 올림픽 금메달리스트(2004). 헝가리 부다페스트.

4월 11일
- 마시모 쿠티타(영어판) - 이탈리아의 럭비 선수. 국가 대표(1990-2000). 이탈리아 알바노라치알레.

4월 13일
- 호세 카를루스 시아비나투(영어판) - 브라질의 정치인. 하원 의원(2015-). 브라질 브라질리아.
- 로코 필리피니 - 스위스의 첼로 연주자. 스위스.

4월 18일
- 폴 오셔(영어판) - 미국의 블루스 음악가. 미국 텍사스주 오스틴.
- 네즈데트 위루으 - 터키의 군인. 육군 사령관(1983), 참모총장(1983-1987). 터키 이스탄불.

4월 19일
- 빅토르 수발로프(영어판) - 러시아의 소련 대표팀 아이스하키 선수. 세계 대회 우승(1956). 러시아.

4월 21일
- 조 롱(영어판) - 미국의 베이스 기타 연주자, 포 시즌즈 멤버(1965-1975). 미국 뉴저지주 롱비치.
- 마르크 페로 - 프랑스의 역사학자. 프랑스 생제르맹앙레.

4월 24일
- 알베르 엘바즈 - 이스라엘의 패션 디자이너, 랑방(2001-2015). 프랑스 파리.

4월 25일
- 간다가와 도시로 - 일본의 요리인, 기업인. 일본 오사카.

4월 27일
- 스에 요시에 - 일본의 성악가. 일본.

4월 30일
- 컴 추안츤 - 태국의 코미디언, 배우. 태국 사뭇쁘라깐주.
- 찬드로 토마르(영어판) - 인도의 시니어 사격 선수.

### 5월
5월 4일
- 파울루 구스타부(영어판) - 브라질의 배우·코미디언·감독. 브라질 리우데자네이루.

5월 8일
- 베니야마 유키오 - 일본의 여행 작가.
- 라빈데르 팔 싱(영어판) - 인도의 하키 선수. 올림픽 금메달리스트(1980). 인도 러크나우.
- 마하라즈 그리샨 카우식(영어판) - 인도의 하키 선수. 올림픽 금메달리스트(1980). 인도 뉴델리.

5월 10일
- 사미 하산 알 나시(영어판) - 예멘의 축구 감독. 국가 대표 감독(2009, 2012, 2013, 2019-). 예멘 아덴.
- 풀 샨도르 - 헝가리의 축구 심판. IFHHS 최고 주심(1994, 1995, 1996, 1997).

5월 12일
- 이히니오 벨레스(영어판) - 쿠바의 야구 감독. 국가 대표 감독, 2004년도 올림픽 금메달.

5월 13일
- 인두 자인 - 인도의 기업인, 타임스 그룹 회장. 인도 델리.

5월 14일
- 올가 도물라드자노바(영어판) - 러시아의 권투 선수. 세계 챔피언(2001), 유럽 챔피언(2001). 러시아.

5월 21일
- 순데랄 바후구나 - 인도의 환경 운동가. 인도.

5월 24일
- 존 데이비스(영어판) - 미국의 가수. 독일 뉘른베르크.

5월 27일
- 넬손 사르젠투(포르투갈어판) - 포르투갈의 삼바 음악가. 브라질 리우데자네이루.

### 6월
6월 2일
- 리나 모홀로(영어판) - 보츠와나의 은행가. 보츠와나 은행 총재(1999-2016), 보츠와나 대학 총장(2017-). 보츠와나 가보로네.
- 야마자키 쓰토무 - 일본의 정치인. 참의원 의원(1995-2007, 2010-2016, 3선). 일본 아오모리시.

6월 4일
- 기요모토 요시지로 - 일본의 샤미센 연주자.

6월 7일
- 알리 아크바르 모타샤미푸르(영어판) - 이란의 성직자. 헤즈볼라의 공동 창립자. 내무 장관(1985-1989), 이란 의회 의원(1989-1992, 2000-2004). 이란 테헤란.

6월 10일
- 더글라스 카가스(영어판) - 필리핀의 정치인. 하원 의원(1998-2007), 남다바오주 지사(1987-1992, 2007-2013, 2016-). 필리핀 디고스(영어판).

6월 12일
- 마르쿠 마시엘(영어판) - 브라질의 정치인. 하원 의장(1977-1979), 페르남부쿠주 지사(1979-1982), 교육부 장관(1985-1986), 부통령(1995-2002). 브라질 브라질리아.
- 이고리 젤레좁스키 - 소련·벨라루스의 스피드 스케이트 선수. 올림픽 메달리스트(1988 동메달, 1994 은메달), 세계 대회 금메달리스트(1985, 1986, 1989, 1991, 1992, 1993).

6월 16일
- 저우칭쥔(중국어판) - 중화민국의 정치인. 중화애국동심회(중국어판) 회장, 중국민주진보당(중국어판)(중국당) 주석(2018-). 타이베이.

6월 18일
- 밀카 싱 - 인도의 육상 선수. 올림픽 국가대표(1956, 1960, 1964), 아시안게임 금메달리스트(1958 2관왕, 1962 2관왕). 인도 찬디가르.

6월 22일
- 호라시오 곤살레스(영어판) - 아르헨티나의 교수. 국립도서관장(2005-2015). 아르헨티나 부에노스아이레스.

6월 23일
- 르네 실베스트르(영어판) - 아이티의 법조인. 대법원장(2019-). 아이티 미레발레(영어판).

6월 28일
- 세르히오 빅토르 팔마(영어판) - 아르헨티나의 권투 선수. 슈퍼밴텀급 세계 챔피언(1980-1982). 아르헨티나 마르델플라타.

6월 29일
- 굴람 라자(영어판) - 남아프리카 공화국의 크리켓 감독. 국가대표팀 감독(1991-2011). 남아프리카 공화국 요하네스버그.

### 7월
7월 1일
- 고보 겐이치 - 일본의 스모 선수. 일본 나고야시.
- 유리 도호얀(영어판) - 러시아의 체스 그랜드마스터. 러시아 모스크바.

7월 3일
- 라흐마와티 수카르노푸트리(영어판) - 인도네시아의 정치인. 수카르노의 딸. 인도네시아 자카르타.

7월 4일
- 아베베치 고베나(영어판) - 에티오피아의 자선사업가. 에티오피아 아디스아바바.
- 샌포드 클라크(영어판) - 미국의 로커빌리 · 컨트리 음악 가수 · 기타 연주자. 미국 미주리주 조플린.

7월 5일
- 블라디미르 멘쇼프 - 러시아의 배우, 영화 감독. 《모스크바는 눈물을 믿지 않는다》. 아카데미 외국어영화상(1981). 소련 국가상(1981). 러시아 모스크바.

7월 9일
- 제프 마쿠보(영어판) - 남아프리카 공화국의 정치인. 요하네스버그 시장(2019-). 남아프리카 공화국 요하네스버그.

7월 17일
- 그레이엄 빅(영어판) - 영국의 오페라 연출가. 버밍엄 오페라단(영어판) 창립자. 영국 런던.

7월 20일
- 니얀 윈(영어판) - 미얀마의 변호사 · 정치인. 국회의원(1990-). 국민민주주의연맹 대변인. 미얀마 양곤.

7월 22일
- 보리스 초치예프(영어판) - 남오세티야의 관료. 부총리. 총리 대행(2008). 러시아 블라디캅카스.

7월 26일
- 레네 후아레스 시스네로스(영어판) - 멕시코의 경제학자 · 정치인. 하원의원(1994-1997, 2018-). 게레로주 지사(1999-2005). 제도혁명당 대표(2018). 멕시코 멕시코시티.

7월 30일
- 요한 판 질(일본어판) - 남아프리카공화국의 기업인. 토요타 자동차 유럽(영어판) 사장(2015-2021). 남아프리카공화국 프리토리아.

### 8월
8월 4일
- 딕 패럴 - 미국의 보수 정치 라디오 진행자, 반백신 활동가. 미국 플로리다주 웨스트팜비치.

8월 5일
- 예우헨 마르추크 - 우크라이나의 정치인. 총리(1995-1996), 국회의원(1995-2000), 국방 장관(2003-2004). 우크라이나 키이우.

8월 8일
- 나즈마 초두리(영어판) - 방글라데시의 여성학자. 에쿠셰 파닥(영어판) 수상(2008).

8월 9일
- 시티 사라(영어판) - 말레이시아의 가수. 말레이시아 쿠알라룸푸르.

8월 12일
- 하디자 샤가리(영어판) - 나이지리아의 영부인(셰후 샤가리, 1979-1983). 나이지리아 아부자.

8월 14일
- 분른 춘하완(영어판) - 태국의 총리부인(찻차이 춘하완, 1988-1991). 태국 방콕.

8월 19일
- 치바 신이치 - 일본의 배우. 《킬 빌 1부》. 일본 지바현 기사라즈시.

8월 21일
- 필 밸런타인 - 미국의 라디오 진행자. 미국 테네시주.

8월 22일
- 에릭 와그너 - 미국의 헤비메탈 가수. 트러블(영어판)(1979-). 미국 네바다주 라스베가스.

8월 23일
- 브릭 브론스키(영어판) - 미국의 프로레슬러. 미국 캘리포니아주 셔먼오크스.

8월 24일
- 망갈라 사마라위라(영어판) - 스리랑카의 정치인. 국회의원(1989-2020). 외무 장관(2005-2007, 2015-2017). 재무 장관(2017-2019). 스리랑카 콜롬보.
- 이센 아브레 - 차드의 군인, 정치인. 총리(1978-1979). 대통령(1982-1990). 반인도적 범죄 혐의 무기수. 세네갈 다카르.

8월 27일
- 산유테 다카스케 - 일본의 라쿠고가(일본어판). 일본.
- 유영선 - 대한민국의 작곡가, 기타리스트. (조용필과 위대한 탄생, 유영선과 커넥션) 대한민국 서울특별시.

8월 29일
- 로버트 데이비드 스틸 - 미국의 음모론자, 코로나19 부정론자. 미국 플로리다주.

8월 31일
- 에자키 마사루 - 일본의 음악 프로듀서, 작곡가, 작사가. 일본 시즈오카현.

### 9월
9월 1일
- 노르베르토 마리오 오야르비데(스페인어판) - 아르헨티나의 법조인. 대법관(1994-2016). 아르헨티나 부에노스아이레스.
- 캐롤 프랜(영어판) - 미국의 솔 블루스(영어판) 가수. 미국 루이지애나주.

9월 2일
- 아이딘 이브라히모프 - 소비에트 아제르바이잔의 레슬링 선수. 세계선수권 금메달리스트(1963). 올림픽 동메달리스트(1964). 아제르바이잔.

9월 3일
- 하산 피루자바디 - 이란의 의사, 군인. 합동참모의장(1989-2016). 이란 테헤란.

9월 5일
- 한 야코브 - 카자흐스탄 고려인 작곡가.

9월 8일
- 아바스 안사리파르드(영어판) - 이란 페르세폴리스 체육문화 클럽(영어판) 회장(1990-1993, 2001, 2009). 이란.

9월 9일
- 타르시시오 파딜랴(영어판) - 브라질의 철학자.

9월 10일
- 찰스 코난 바니(영어판) - 코트디부아르의 경제학자, 정치인. 총리(2005-2007). 프랑스.

9월 13일
- 보리사프 요비치(영어판) - 세르비아의 경제학자, 외교관, 정치인. 유고슬라비아 대통령(1990-1991). 세르비아 베오그라드.

9월 16일
- 카시미르 오예음바 - 가봉의 정치인. 총리(1990-1994). 프랑스 파리.

9월 22일
- 압델카데르 벤살라 - 알제리의 정치인. 하원의장(1994-1997, 1997-2002), 상원의장(2002-2019), 임시 대통령(2019). 알제리 알제.
- 엘리얀타 화이트(영어판) - 스리랑카의 영적 치료사. 스리랑카 콜롬보.

9월 25일
- 야마모토 고다이(일본어판) - 일본의 사회활동가.

9월 27일
- 이브라힘 음봄보 은조야(영어판) - 카메룬의 정치인, 바뭄족(영어판)의 왕(1992-2021). 프랑스 뇌이쉬르센.

9월 28일
- 피늉(영어판) - 베트남계 미국인 가수. 베트남 호찌민시.

9월 29일
- 하이코 - 아르메니아의 가수. (유로비전 송 콘테스트 2007) 아르메니아 예레반.

9월 30일
- 김덕수 - 대한민국의 보디빌더. 미스터코리아(2008).

### 10월
10월 1일
- 오우잔 아실튀르크(영어판) - 터키의 정치인. 국회의원(1973-1980, 1991-2002), 내무장관(1974-1977), 산업기술장관(1977-1978). 터키 앙카라.

10월 5일
- 조란 스탄코비치(영어판) - 세르비아의 군인, 정치인. 국방장관(2005-2007), 보건장관(2011-2012). 세르비아 베오그라드.

10월 9일
- 치토 가스콘(영어판) - 필리핀의 변호사. 인권위원회(영어판) 의장(2015-). 필리핀.

10월 10일
- 압둘 카디르 칸 - 파키스탄의 핵물리학자. 파키스탄 이슬라마바드.

10월 11일
- 네드무디 베누(영어판) - 인도의 배우. 내셔널 필름 어워드(1990, 2003, 2006). 인도 케랄라주 티루바난타푸람.

10월 12일
- 라울 바두엘(영어판) - 베네수엘라의 군인, 정치인. 국방장관(2006-2008). 베네수엘라 카라카스.

10월 18일
- 콜린 파월 - 미국의 군인, 정치인. 합참의장(1989-1993), 국무장관(2001-2005). 미국 메릴랜드주 베세즈다.

10월 19일
- 브란코 마물라(영어판) - 유고슬라비아군의 군인. 국방장관(1982-1988). 몬테네그로 티바트.

10월 20일
- 드라간 판텔리치 - 유고슬라비아의 세르비아계 축구 선수. 유고슬라비아 국가대표(1979-1984). 세르비아 니시.

10월 29일
- 클레망 무암바(영어판) - 콩고 공화국의 정치인. 재무 장관(1992-1993), 총리(2016-2021). 프랑스 파리.

### 11월
11월 6일
- 유힘 즈뱌힐스키(영어판) - 우크라이나의 정치인. 제1부총리(1993-1994), 총리대행(1993-1994). 우크라이나 키이우.

11월 7일
- 세르게이 슈마트코(영어판) - 러시아의 사업가, 정치인. 에너지 장관(2008-2021). 러시아.

11월 30일
- 마커스 램 - 미국의 텔레비전 전도사, 기독교 방송인, 반 백신 운동가. 미국 텍사스주 베드퍼드(영어판).

### 12월
12월 2일
- 알도 조르다노(영어판) - 이탈리아의 가톨릭 사제. 유럽 의회 교황청 상주 옵서버(영어판)(2008-2013), 베네수엘라 교황 대사(2013-2021), 유럽 연합 교황 대사(2021-). 벨기에 뢰번.

12월 8일
- 배리 해리스(영어판) - 미국의 재즈 피아니스트, 음악가. 미국 뉴저지주 노스버건(영어판).

12월 9일
- 오타르 파차치아(영어판) - 조지아의 정치인. 총리(1993-1995). 조지아 트빌리시.

12월 14일
- 프레데리크 시니스트라 - 벨기에의 킥복싱 선수. 세계 챔피언. 벨기에 하벨란허(영어판).

12월 17일
- 더그 에릭슨 - 미국의 정치인. 워싱턴주 하원의원(1999-2011), 주 상원의원(2011-2021). 미국 플로리다주 포트로더데일.

12월 19일
- 카를로스 마린 - 스페인의 바리톤 가수. (일 디보) 영국 맨체스터.

12월 21일
- 바르톨로메오 페페 - 이탈리아의 정치인. 상원의원(2013-2018). 이탈리아 나폴리.

12월 28일
- 그리츠카 보그다노프 - 프랑스의 텔레비전 진행자. (보그다노프 사건) 프랑스 파리.

## 2022년

### 1월
1월 3일
- 이고르 보그다노프 - 프랑스의 텔레비전 진행자. (보그다노프 사건) 프랑스 파리.

1월 7일
- 조제 에브라르 - 프랑스의 정치인. 프랑스 아라스.
- 아나톨리 크바시닌(영어판) - 러시아의 군인. 연방군 참모총장(1997-2004). 러시아 모스크바.

1월 9일
- 타하니 알게발리(영어판) - 이집트의 법조인. 부대법원장. 이집트 카이로.

1월 11일
- 아나톨리 알랴비예프(영어판) - 소비에트 러시아의 바이애슬론 선수. 금메달리스트(1980 2관왕). 러시아 상트페테르부르크.

1월 14일
- 리카르도 보필 - 스페인의 건축가. 스페인 바르셀로나.

1월 16일
- 하나 호르카 - 체코의 가수. (어소넌스(영어판)) 체코 프라하.

1월 20일
- 미트 로프 - 미국의 록 가수(〈Bat Out of Hell〉, 〈I'd Do Anything for Love (But I Won't Do That)〉), 배우(《록키 호러 픽쳐 쇼》). 미국 내슈빌.

1월 22일
- 파트마 기리크 - 터키의 배우.

1월 24일
- 촐라니 실베스테르 - 헝가리의 기계체조 선수. 올림픽 금메달리스트(2000). 헝가리 부다페스트.
- 올라부 지 카르발류 - 브라질의 정치평론가, 음모론자. 미국 버지니아주 리치먼드 근교.

### 2월
2월 6일
- 라타 망게슈카르 - 인도의 플레이백 가수, 작곡가, 국회의원. (상원, 1999-2005) 인도 뭄바이.

2월 13일
- 존 케스턴(영어판) - 영국계 미국인 배우, 시니어 육상 선수. 미국 미니애폴리스.

2월 15일
- 오누르 쿰바라지바시(영어판) - 터키의 공무원. 복지부 장관(1991-1994), 내무부 장관(1995). 터키 앙카라.

2월 16일
- 도르체 가말라마(영어판) - 인도네시아의 가수, 연예인. 인도네시아 자카르타.
- 첸나비라 카나비(영어판) - 인도의 칸나다어 시인, 작가. 인도 다르와드(영어판).
- 크리스티나 칼데론 - 칠레의 민족지학자. 야간어의 마지막 화자. 칠레 푼타아레나스.

2월 17일
- 주세페 로스(영어판) - 이탈리아의 권투 선수. 올림픽 동메달리스트(1984). 이탈리아 비토리오베네토(영어판)

2월 18일
- 보리스 네프조로프(영어판) - 러시아의 영화 감독. 러시아 모스크바.
- 톰 베이치(영어판) - 미국의 만화 작가. 미국 벨로폴스(영어판).
- 이치몬지 야타로 - 일본의 연예인.
- 브래드 존슨 - 미국의 배우. (《영혼은 그대 곁에》) 미국 포트워스.

2월 19일
- 세르게이 벨레츠키(영어판) - 러시아의 고고학자, 역사학자. 러시아 상트페테르부르크.

2월 20일
- 콰지 로시(영어판) - 방글라데시의 시인, 정치인. 방글라데시 다카.
- 알렉산드르 시도렌코 - 우크라이나의 소련 대표팀 수영 선수. 올림픽 금메달리스트(1980). 우크라이나 마리우폴.

2월 23일
- 레흐만 말릭(영어판) - 파키스탄의 정치인. 내무 장관(2008-2013), 상원 의원(2009-2012, 2015-2021). 파키스탄 이슬라마바드.

### 3월
3월 8일
- 스즈키 이사오 - 일본의 재즈 베이스 연주자. 일본 가와사키시.
- 발레리 페트로우(영어판) - 우크라이나의 축구 선수, 감독.

3월 14일
- 스티브 윌하이트(영어판) - 미국의 컴퓨터 과학자. GIF의 창시자. 미국 신시내티.

3월 18일
- 성완경 - 대한민국의 미술평론가.

### 4월
4월 6일
- 블라디미르 지리놉스키 - 러시아의 정치인. 모스크바.

4월 19일
- 안영모 - 대한민국의 의사. 안철수의 부친.

4월 25일
- 이외수 - 대한민국의 작가. 대한민국 춘천시.

### 5월
5월 3일
- 스타니슬라우 슈시케비치 - 벨라루스의 정치인. 벨라루스 공화국 초대 의장(1991-1994). 벨라루스 민스크.

5월 6일
- 안도 사네치카 - 일본의 작곡가. 일본 사이타마현.

5월 13일
- 고지마 히데오 - 일본의 바이올린 연주자.

5월 17일
- 반젤리스 - 그리스의 작곡가. (《불의 전차》, 《블레이드 러너》) 프랑스.

5월 27일
- 안젤로 소다노 - 이탈리아의 가톨릭 추기경. 국무원장 추기경(1991-2006), 추기경단 단장(2005-2019). 이탈리아 로마.

5월 28일
- 부야르 니샤니 - 알바니아의 정치인. 대통령(2012-2017), 법무장관(2009-2011), 내무장관(2007-2009, 2011-2012).독일.

### 6월
6월 4일
- 드미트리 콥툰 - 러시아의 정보 요원. 알렉산드르 리트비넨코 독살 사건 용의자. 러시아 모스크바.

### 7월
7월 31일
- 다니무라 도모이치(일본어판) - 일본 프로야구 심판. 일본 가와니시시.
- 피델 V. 라모스 - 필리핀의 군인, 정치인. 대통령(1992-1998). 필리핀 마카티.

### 8월
8월 2일
- 루이스 아우구스토 카스트로 키로가(영어판) - 콜롬비아의 가톨릭 주교. 산비센테 대목구(영어판)장(1986-1998), 퉁하 대주교(영어판)(1998-2020), 콜롬비아 주교회의장(2005-2008, 2014-2017). 콜롬비아 치아(영어판).

8월 7일
- 버트 필즈(영어판) - 미국의 변호사. (마이클 잭슨, 비틀즈, 제임스 캐머런) 미국 말리부.

8월 12일
- 안드레아 갈라소(영어판) - 이탈리아의 정치인. 이탈리아 나폴리.

8월 14일
- 드미트리 브루벨 - 러시아의 화가. 《신이여, 이 치명적인 사랑으로부터 저를 구원하소서》(1990).
- 요시오 조지(영어판) - 미크로네시아 연방의 정치인. 부통령(2015-). (8월 14일 부고 발표.)

8월 16일
- 나라얀(영어판) - 인도의 작가. 《코차레티(영어판)》(1998). 인도 코치.
- 케리 마허 - 미국의 영문학 교수. 롯데 자이언츠 팬. 대한민국 부산광역시.

8월 20일
- 사마르 바네르지(영어판) - 인도의 축구 선수. 1956년 올림픽 대표 주장. 인도 콜카타.

8월 22일
- 압둘 할림 압둘 라만(영어판) - 말레이시아의 정치인. 말레이시아 코타바루.

8월 27일
- 윌리엄 A. 젠킨스(영어판) - 미국의 군인. 미국 포트세인트루시.

8월 29일
- 블라디미르 구세프(영어판) - 소련·러시아의 정치인. 러시아 사라토프.

### 9월
9월 11일
- 크리슈남 라주(영어판) - 인도의 배우, 정치인, 국회의원(1998-2004). 인도 하이데라바드.
- 하비에르 마리아스 - 스페인의 작가. (《새하얀 마음》, 《내일 전쟁터에서 나를 생각하라》). 스페인 마드리드.
- 소이야다 사제다 초두리(영어판) - 방글라데시의 정치인. 국회의원(3선, 2008-), 국회 부의장(2009-). 방글라데시 다카.

9월 14일
- 루벤 플라카니카(영어판) - 아르헨티나의 사이클 선수. 아르헨티나 부에노스아이레스.

9월 18일
- 빈센트 디 마이오(영어판) - 미국의 병리학자. 미국 샌안토니오.

9월 19일
- 비슈누 세티(영어판) - 인도의 정치인. 인도 부바네스와르.

### 10월
10월 4일
- 김동길 - 대한민국의 정치인, 시사평론가. 대한민국 서울특별시.

10월 9일
- 척 디어도프(영어판) - 미국의 더블베이스·베이스기타 연주자. 미국 시애틀.

10월 11일
- 허버트 채봇(영어판) - 미국의 판사. 미국 메릴랜드주 애스펀힐(영어판).

10월 12일
- 제레미 로저스(영어판) - 영국의 조선업자. 영국.
- 니콜라이 페트루닌(영어판) - 러시아의 정치인. 러시아 모스크바.

10월 13일
- 더그 브리그놀리(영어판) - 미국의 보디빌더.

10월 15일
- 실비아 래프터(영어판) - 미국의 정치인. 미국 애리조나주 메사.
- 사이러스 맨(영어판) - 미국의 농구 선수. 미국 디트로이트.

10월 16일
- 알렉세이 오브호프(영어판) - 러시아의 외교관.

10월 18일
- 발레리 루바코프(영어판) - 러시아의 이론물리학자. 러시아 사로프.

10월 26일
- 줄리 파월(영어판) - 미국의 작가. 《줄리 & 줄리아》(영화 《줄리 & 줄리아》의 원작). 미국 뉴욕주 올리브브리지(영어판).

### 11월
11월 5일
- 빌 트리처(영어판) - 영국의 배우. 영국 입스위치.

11월 22일
- 존 Y. 브라운 2세(영어판) - 미국의 정치인, 기업인. 켄터키주지사(1979-1983). 미국 켄터키주 렉싱턴.

### 12월
12월 1일
- 게일로드 페리 - 미국의 야구 선수. 미국 사우스캐롤라이나주 개프니.

12월 3일
- 일랴 시템레르(영어판) - 소비에트 러시아의 작가. 러시아 상트페테르부르크.

12월 6일
- 바르트 데 프리스(영어판) - 네덜란드의 배우. 네덜란드.

12월 9일
- 가오잔샹(중국어판) - 중화인민공화국의 정치인. 중화인민공화국 베이징시.
- en:Milton Viorst - 미국의 언론인. 미국 워싱턴 D.C.

12월 12일
- 오타 고사쿠 - 일본의 만화가. 일본.

12월 16일
- 찰리 그레이시(영어판) - 미국의 가수. 미국 필라델피아.

12월 19일
- 류지(노르웨이어판) - 중화인민공화국의 정치인. 중화인민공화국 베이징시.

12월 20일
- 우관잉(중국어판) - 중화인민공화국의 예술가·디자이너. 2008 패럴림픽 마스코트 푸뉴러러(영어판). 중화인민공화국 설립 70주년 기념주화.
- 주지훙(영어판) - 중화인민공화국의 정치인. 중화인민공화국 난창시.

12월 21일
- 장궈청(영어판) - 중화인민공화국의 공학자. 중화인민공화국 베이징시.
- 차오펑치(중국어판) - 중화인민공화국의 경제학자. 중화인민공화국 베이징시.

12월 22일
- 존 모팻 푸구이(영어판) - 솔로몬제도의 정치인. 국회의원(2010-2020), 주 중국 대사(2021-). 중화인민공화국 베이징시.

12월 23일
- 이홍우 - 대한민국의 만화가. 《나대로 선생》(1980-2007). 대한민국.

12월 24일
- 자오칭(중국어판) - 중화인민공화국의 무용수.

12월 25일
- en:Haim Drukman - 이스라엘의 정치인, 랍비. 이스라엘 예루살렘.
- 리쯔류(영어판) - 중화인민공화국의 정치인. 광저우시장(1990-1996). 중화인민공화국 광저우시.
- 왕원자오(영어판) - 인도네시아에서 태어난 중화인민공화국의 배드민턴 선수. 중화인민공화국 베이징시.
- 왕중치(영어판) - 중화인민공화국의 공학자. 중화인민공화국 하얼빈시.
- 조세희 - 대한민국의 소설가. 《난장이가 쏘아올린 작은 공》(1978). 대한민국.

12월 26일
- 가와모토 고지 - 일본의 만화 편집자, 성인소설가. 일본.
- 관차오(영어판) - 중화인민공화국의 공학자. 중화인민공화국 베이징시.

12월 27일
- 쑹칭웨이(영어판) - 중화인민공화국의 군인. 중화인민공화국 베이징시.

12월 28일
- 류밍주(영어판) - 중화인민공화국의 정치인. 중화인민공화국 웨이하이시.
- 린다 데 수자(영어판) - 포르투갈의 가수. 프랑스 지조르(영어판).

12월 30일
- 천광젠(중국어판) - 중화인민공화국의 정치인.
- 리징(영어판) - 중화인민공화국의 군인. 중화인민공화국 베이징시.
- 정쿤성(중국어판) - 중화인민공화국의 정치인. 중화인민공화국 베이징시.

## 2023년

### 1월
1월 1일
- 궈난훙(영어판) - 중화민국의 정치인. 중화민국 타이베이시.
- 쑨완종(중국어판) - 중화인민공화국의 정치인.
- 주쭈서우(영어판) - 중화인민공화국의 외교관. 중화인민공화국 베이징시.
- 판웨이탕(영어판) - 중화인민공화국의 공학자, 정치인. 중화인민공화국 베이징시.

1월 2일
- 후푸밍(영어판) - 중화인민공화국의 학자, 정치인. 중화인민공화국 베이징시.

1월 5일
- 주융자(중국어판) - 중화인민공화국의 역사학자.

1월 6일
- 류 헌터(영어판) - 미국의 각본가. 미국 투손.

1월 8일
- 우타오(영어판) - 중화인민공화국의 외교관. 중화인민공화국 베이징시.

1월 11일
- 벤 마스터스(영어판) - 미국의 배우. 미국 팜스프링스.

1월 13일
- 최승범 - 대한민국의 시인.

1월 18일
- 데이비드 크로스비 - 미국의 싱어송라이터. 버즈, 크로스비, 스틸스, 내시 & 영.

1월 27일
- 앨프리드 레슬리(영어판) - 미국의 화가·조각가·영화 감독. 《풀 마이 데이지(영어판)》. 미국 부르클린.

### 2월
2월 2일
- 존 지지울라스 - 그리스 정교회 주교. 그리스 아테네.

2월 3일
- 나다 우르반코바(체코어판) - 체코의 가수·배우(《가까이서 본 기차》, 《줄 위의 종달새》).  체코 프라하.

2월 9일
- 다카노 유키오(일본어판) - 일본의 정치인. 도쿄도 도시마구의회 의원(2선, 1983-1989), 도쿄도의회 의원(3선, 1989-1999), 도시마구청장(6선, 1999-). 일본 도쿄도.

### 3월
3월 3일
- 데이비드 린들리(영어판) - 미국의 록 음악가.

3월 5일
- 앨런 제이(영어판) - 영국의 펜싱 선수. 1960년 올림픽 은메달리스트. 영국.

3월 21일
- 올렉산드르 코자렌코(영어판) - 우크라이나의 작곡가. 우크라이나 이바노프란키우스크.

3월 23일
- 이스라엘 젤리치(영어판) - 미국의 식물병리학자, 생태학자. 미국 매사추세츠주 헤이브릴.

3월 26일
- Innocent(영어판) - 인도의 배우, 정치인. 인도 코치.

3월 31일
- 에이다 벨로(영어판) - 쿠바에서 태어난 미국의 LGBT 인권 운동가. 미국 필레델피아.

### 4월
4월 6일
- 켄트 C. 넬슨(영어판) - 미국의 기업인. 미국 애틀랜타.
- 자가르나트 마흐토(영어판) - 인도의 정치인. 인도 첸나이.

4월 23일
- 원법우 - 독일의 원불교 성직자. 독일 레겐스부르크.

### 6월
6월 13일
- 헤수스 루이스 페르난데스(영어판) - 스페인의 정치인. 스페인 아르코스데라프론테라.

### 하반기
8월 13일
- 조세 무릴루 지 카르발류(영어판) - 브라질의 역사학자. 브라질 리우데자네이루.

8월 24일
- 브레이 와이엇 - 미국의 프로레슬러. 미국 플로리다주 브룩스빌(영어판).

9월 8일
- 돌로리스 누니스(영어판) - 브라질의 변호사, 정치인. 브라질 토칸칭스주 파우마스.

10월 2일
- 레프테리스 하프시아디스(영어판) - 그리스의 작사가. 그리스 알렉산드루폴리.

10월 20일
- 베라 클레멘트(영어판) - 미국의 화가.

10월 21일
- 세르조 스타이노(영어판) - 이탈리아의 만화가. 이탈리아 로마.

10월 26일
- 기 캉베라베로(영어판) - 프랑스의 럭비 선수. 프랑스 발랑스.

12월 7일
- 쌍궈웨이(영어판) - 중화인민공화국의 정치인.

12월 11일
- 켄 켈시(영어판) - 미국의 촬영가. 미국 해케츠타운(영어판).

12월 12일
- 마리오 발데마린(영어판) - 이탈리아의 배우. 이탈리아 로마.

12월 13일
- 이을마즈 아타데니즈(영어판) - 튀르키예의 영화 감독. 터키 이스탄불.

12월 24일
- 바실리스 카라스(영어판) - 그리스의 가수. 그리스 [[테살로니키].

12월 28일
- 비자야칸트(영어판) - 인도의 배우, 정치인. 인도 첸나이.

## 2024년
1월 2일
- 노엘 아기레(영어판) - 볼리비아의 정치인.
- 크리스 카러(영어판) - 독일의 기타 연주자, 작곡가. 독일 켐프텐.

1월 3일
- 데렉 드레이퍼(영어판) - 영국의 로비스트. 영국 런던.

1월 9일
- 에드워드 제이 엡스타인(영어판) - 미국의 탐사 언론인. 미국 뉴욕.

1월 13일
- 톰 셰일즈(영어판) - 미국의 텔레비전 비평가. 미국 페어팩스군.

1월 29일
- 앨리스 매클러(영어판) - 미국의 화가. 미국 뉴욕.

2월 1일
- 패트릭 행크스(영어판) - 영국의 언어학자.

3월 7일
- 손명순 - 대한민국 대통령 김영삼의 배우자. 대한민국 서울.

3월 11일
- 폴 알렉산더 - 미국의 변호사, 소아마비 환자. 미국 댈러스.
- 데이비드 믹스너(영어판) - 미국의 정치 활동가. 미국 뉴욕.

4월 10일
- 프랭크 올슨(영어판) - 미국의 기업인. 미국 팜비치.

4월 11일
- 우에키 시게하루 - 일본의 축구 선수. 일본 마에바시시.

4월 12일
- 캐리 로빈스(영어판) - 미국의 패션 디자이너. 미국 뉴욕.

4월 28일
- 잭 노먼(영어판) - 미국의 배우. 미국 캘리포니아주 버뱅크.

5월 3일
- 아이치 가즈오 - 일본의 정치인.
- 릭 루턴(영어판) - 미국의 군 항공기 조종사. 미국 코달레인.

5월 16일
- 오야마 레이지(영어판) - 일본의 목사.

5월 25일
- 피터 로젠탈(영어판) - 캐나다의 수학자, 변호사. 캐나다 토론토.

6월 20일
- 해빌랜드 스미스(영어판) - 미국의 CIA 요원. 미국 뉴저지주 미들섹스군

7월 9일
- 댄 콜린스(영어판) - 미국의 언론인. 미국 뉴욕.

7월 19일
- 알도 풀리시(영어판) - 이탈리아의 배우. 이탈리아 카타니아.

8월 1일
- 조 핸드 1세(영어판) - 미국의 기업인. 미국 필라델피아.

8월 4일
- Anthony Hamilton-Smith, 3rd Baron Colwyn - 영국의 귀족, 정치인. 영국.

8월 30일
- 조지 버시(영어판) - 헝가리에서 태어난 미국의 외과의. 미국 로스앤젤레스.

9월 5일
- 세르지우 멘지스 - 브라질의 재즈 음악가. 미국 로스앤젤레스.

10월 8일
- 도니 마셜(영어판) - 캐나다의 아이스하키 선수. 미국 플로리다주 스튜어트

12월 12일
- 암파로 구이옌(영어판) - 에콰도르의 배우. 콜롬비아 칼리.

## 2025년
2월 3일
- 데이비드 에드워드 버드(영어판) - 미국의 그래픽 디자이너. 미국 앨버커키.

2월 15일
- M. 폴 프리드버그(영어판) - 미국의 조경가. 미국 뉴욕.

3월 25일
- J. 베넷 존스턴(영어판) - 미국의 정치인. 미국 버지니아주 매클레인(영어판).

## 같이 보기
- 2020년 죽음
- 2021년 죽음
- 2022년 죽음
- 2023년 죽음
- 2024년 죽음